# Bienal do Mercosul
Die Bienal do Mercosul (spanisch Bienal del Mercosur, Bienal de Artes Visuales del Mercosur, deutsch Biennale des Mercosur) ist eine seit 1997 alle zwei Jahre stattfindende internationale Kunstausstellung für Zeitgenössische Kunst im brasilianischen Porto Alegre, Rio Grande do Sul.
Argentinien, Bolivien, Brasilien, Chile, Paraguay, Uruguay und Venezuela waren die ersten lateinamerikanischen Länder, die sich an der Biennale beteiligten. Ab 2003 wurden Gäste aus anderen Ländern eingeladen. In diesem Jahr wurden bereits eine Million Besucher verzeichnet. Sie ist neben der Biennale von São Paulo die zweitgrößte Kunstbiennale in Südamerika.
Die Veranstaltung findet i. A. über zwei bis zweieinhalb Monate im Spätherbst und Winter statt. Der Eintritt ist kostenfrei. Träger ist die Stiftung Fundação Bienal do Mercosul, die von der Regierung des Bundesstaates Rio Grande do Sul und weiteren Organisationen unterstützt wird. Besonderer Wert wird auf Kunstvermittlung an Kinder und Jugendliche gelegt, für die eigene Programme entwickelt werden.
Hauptausstellungsorte sind das Museu de Arte do Rio Grande do Sul Ado Malagoli (MARGS), das Memorial do Rio Grande do Sul, das Santander Cultural und die Usina do Gasômetro, insgesamt stehen 20.000 bis 24.500 m² Ausstellungsfläche zur Verfügung.
Seit der 1. Biennale 1997 werden im Skulpturenpark Jardim das Esculturas Porto Alegre Bildhauerwerke als dauerhafte Kunst im öffentlichen Raum ausgestellt.
Die 11. für 2017 vorgesehene Biennale wurde aufgrund der schlechten Wirtschaftslage in Brasilien auf den Frühsommer 2018 verschoben.
| Ausgabe         | Besucher   | Künstler   | Werke      | Länder     | Hommage Land | Hommage Künstler                                            | Hauptkurator                      | Präsident                      |
| --------------- | ---------- | ---------- | ---------- | ---------- | ------------ | ----------------------------------------------------------- | --------------------------------- | ------------------------------ |
| 01. Bienal 1997 | 290.000    | 275        | 842        | 7          | Venezuela    | Xul Solar (Argentinien), Mário Pedrosa (Brasilien)          | Frederico Morais                  | Justo Werlang                  |
| 02. Bienal 1999 | 295.000    | 200        | 370        | 7          | Kolumbien    | Iberê Camargo (Brasilien)                                   | Fábio Magalhães                   | Ivo Abrahão Nesralla           |
| 03. Bienal 2001 | 604.000    | 129        | 400        | 7          | Peru         | Rafael França (Brasilien)                                   | Fábio Magalhães                   | Ivo Abrahão Nesralla           |
| 04. Bienal 2003 | 1.000.000  | 84         |            | 16         | Mexiko       | Saint Clair Cemin (Brasilien)                               | Nelson Aguillar                   | Renato Malcon                  |
| 05. Bienal 2005 |            | 169        |            |            | kein         | Amilcar de Castro (Brasilien)                               | Paulo Sergio Duarte               | Elvaristo Teixeira do Amaral   |
| 06. Bienal 2007 | 500.000    | 67         | 350        | 23         | kein         | Öyvind Fahlström, Jorge Macchi, Francisco Matto (Brasilien) | Gabriel Pérez-Barreiro            | Justo Werlang                  |
| 07. Bienal 2009 | 266.000    | 338        | 533        | 29         | kein         |                                                             | Victoria Noorthoorn, Camilo Yáñez | Mauro Knijnik                  |
| 08. Bienal 2011 | 600.000    | 105        | 186        | 31         | kein         | Eugenio Dittborn (Chile)                                    | José Roca, Kolumbien              | Luiz Carlos Mandelli           |
| 09. Bienal 2013 | 500.000    | 59         | 101        | 28         | kein         |                                                             | Sofía Hernández Chong Cuy         | Patricia Fossati Druck         |
| 10. Bienal 2015 | 420.000    | 263        | 646        | 20         | kein         |                                                             | Gaudêncio Fidelis                 | José Antonio Fernandes Martins |
| 11. Bienal 2018 | 626.357    | 73         | 252        | 29         | kein         |                                                             | Alfons Hug                        | Gilberto Schwartsmann          |
| 12. Bienal 2020 | in Planung | in Planung | in Planung | in Planung | in Planung   | in Planung                                                  | in Planung                        | in Planung                     |

Anmerkung: Besucherzahlen sind zumeist gerundet.